# Blanche Huber
Blanche Huber, malteška zdravnica, * okoli 1900, Birkirkara, Malta, † 1940
Blanche Huber je bila prva ženska zdravnica na Malti. Bila je tudi prva znana ženska študentka medicine na Malti in je leta 1925 diplomirala na Univerzi na Malti, kamor se je vpisala leta 1919. Kljub temu je vedno delovala kot farmacevtka v kraju Żejtun.
Blanche Huber se je rodila v Birkirkari. Njen oče je bil Joseph Huberj. Pozneje se je poročila z zdravnikom Josephom Caruano, ki je bil njen kolega v medicinski stroki. 
Bila je ena prvih študentk na Univerzi na Malti, ki se je vpisala oktobra 1919, skupaj s Tessie Camilleri
Huber je umrl 19. julija 1940 v starosti 40 let. Po njej je v Sliemi poimenovana Ulica Blanche Huber. 